# シンディ・ロンドン
シンディ・ロンドン・マルチネス（Cindy Rondon Martinez、1988年11月12日 - ）は、ドミニカ共和国の女子バレーボール選手。サントドミンゴ出身。ドミニカ共和国代表。

## 来歴
16歳でドミニカ共和国ナショナルチームに選出され、2007年にデンソー・エアリービーズに入団した。2007-08プレミアリーグではチームの準優勝、2008年の黒鷲旗大会では優勝に貢献した。2008年の北京五輪世界最終予選ではチームの得点源としてスパイク、ブロックなどで活躍し、4位に入ったが、本大会への出場はならなかった。2008-09シーズンもデンソーに残留し、2年間日本でプレーした。
その後は代表から外れたが、2010年のワールドグランプリで復帰し、同年の世界選手権に出場した。2011年にはワールドカップ、2012年にはロンドン五輪などにも出場した。

## 球歴
- 2005年　ワールドグランプリ　11位
- 2005年　北中米選手権　3位
- 2006年　世界選手権　17位
- 2006年　ワールドグランプリ　8位
- 2007年　ワールドグランプリ　11位
- 2007年　北中米選手権 3位
- 2007年　ワールドカップ  9位
- 2008年　2007-08Vプレミアリーグ準優勝、第57回黒鷲旗大会優勝
- 2008年　北京五輪世界最終予選　4位
- 2008年　ワールドグランプリ　9位
- 2008年　パンアメリカン選手権　優勝
- 2009年　2008-09Vプレミアリーグ 4位、第58回黒鷲旗大会 ベスト8
- 2010年　パンアメリカン選手権　優勝
- 2010年　ワールドグランプリ　8位
- 2010年　世界選手権 17位
- 2011年　ワールドグランプリ　12位

## 所属クラブ
- Deportivo Nacional（2003年）
- Bameso（2004年）
- Modeca（2005年）
- Megius Volley Padova（2005-2006年）
- Vaqueras de Bayamón（2007年）
- デンソー・エアリービーズ（2007-2009年）
- Distrito Nacional（2010年）
- Mirador（2010-2012年）
- Deportivo Géminis（2013-2015年）
- Caribeñas（2017-2019年）